# 1203 Nanna
1203 Nanna è un asteroide della fascia principale del diametro medio di circa 35,18 km. Scoperto nel 1931, presenta un'orbita caratterizzata da un semiasse maggiore pari a 2,8827235 UA e da un'eccentricità di 0,2500008, inclinata di 5,96749° rispetto all'eclittica.
Il suo nome fa riferimento ad alcuni dipinti del pittore tedesco Anselm Feuerbach, uno dei quali era in possesso della famiglia dello scopritore.